# العلاقات الأوغندية المغربية
العلاقات الأوغندية المغربية هي العلاقات الثنائية التي تجمع بين أوغندا والمغرب.

## مقارنة بين البلدين
هذه مقارنة عامة ومرجعية للدولتين:
| وجه المقارنة                                              | أوغندا                        | المغرب                                 |
| --------------------------------------------------------- | ----------------------------- | -------------------------------------- |
| المساحة (كم2)                                             | 241.04 ألف                    | 710.85 ألف                             |
| عدد السكان (نسمة)                                         | 42.86 مليون                   | 36.07 مليون                            |
| الكثافة السكانية (ن./كم²)                                 | 177.81                        | 50.74                                  |
| العاصمة                                                   | كامبالا                       | الرباط                                 |
| اللغة الرسمية                                             | لغة إنجليزية، اللغة السواحلية | اللغة العربية، أمازيغية معيارية مغربية |
| العملة                                                    | شيلينغ أوغندي                 | درهم مغربي                             |
| الناتج المحلي الإجمالي (بليون دولار)                      | 25.89 مليار                   | 109.14 مليار                           |
| الناتج المحلي الإجمالي (تعادل القوة الشرائية) بليون دولار | 72.25 مليار                   | 274.06 مليار                           |
| الناتج المحلي الإجمالي الاسمي للفرد دولار أمريكي          | 705                           | 2.88 ألف                               |
| الناتج المحلي الإجمالي للفرد دولار أمريكي                 | 1.77 ألف                      | 7.49 ألف                               |
| مؤشر التنمية البشرية                                      | 0.483                         | 0.628                                  |
| رمز المكالمات الدولي                                      | +256                          | +212                                   |
| رمز الإنترنت                                              | .ug                           | .ma                                    |
| المنطقة الزمنية                                           | ت ع م+03:00                   | ت ع م+01:00                            |

## منظمات دولية مشتركة
يشترك البلدان في عضوية مجموعة من المنظمات الدولية، منها:
| علم المنظمة | اسم المنظمة                               | تاريخ انضمام أوغندا | تاريخ انضمام المغرب |
| ----------- | ----------------------------------------- | ------------------- | ------------------- |
|             | وكالة ضمان الاستثمار متعدد الأطراف        | 10 يونيو 1992       | 17 سبتمبر 1992      |
|             | الأمم المتحدة                             | 25 أكتوبر 1962      | 12 نوفمبر 1956      |
|             | الفريق المعني برصد الأرض                  | ?                   | ?                   |
|             | منظمة التعاون الإسلامي                    | ?                   | 25 سبتمبر 1969      |
|             | منظمة حظر الأسلحة الكيميائية              | ?                   | ?                   |
|             | منظمة التجارة العالمية                    | ?                   | 1995                |
|             | منظمة الشرطة الجنائية الدولية             | ?                   | ?                   |
|             | الاتحاد الأفريقي                          | ?                   | ?                   |
|             | البنك الإفريقي للتنمية                    | ?                   | ?                   |
|             | مؤسسة التنمية الدولية                     | 27 سبتمبر 1963      | 29 ديسمبر 1960      |
|             | يونسكو                                    | 9 نوفمبر 1962       | 7 نوفمبر 1956       |
|             | الاتحاد البريدي العالمي                   | ?                   | ?                   |
|             | البنك الدولي للإنشاء والتعمير             | 27 سبتمبر 1963      | 25 أبريل 1958       |
|             | الاتحاد الدولي للاتصالات                  | 8 مارس 1963         | 1 نوفمبر 1956       |
|             | مؤسسة التمويل الدولية                     | 27 سبتمبر 1963      | 30 أغسطس 1962       |
|             | المركز الدولي لتسوية المنازعات الاستشارية | 14 أكتوبر 1966      | 10 يونيو 1967       |

## وصلات خارجية
- موقع وزارة الخارجية الأوغندية
- موقع وزارة الخارجية المغربية